# Bleu de bromophénol
Pour les articles homonymes, voir BBP.
Le bleu de bromophénol (aussi appelé BBP) ou tétrabromophénolsulfonephthaléine est un colorant de la famille des sulfonephtaléines utilisé comme indicateur coloré de pH.
Il est jaune pâle pour un pH < 3, et bleu pour un pH > 4,6. Il peut parfois être utilisé comme teinture bleue en milieu neutre.
Sa zone de virage 3 < pH < 4.6 est donc verte.
| Couleurs du bleu de bromophénol | forme acide jaune | zone de virage pH 3 à pH 4,6 | forme basique bleu |

## Utilisation en biologie moléculaire
Le bleu de bromophénol est également utilisé comme marqueur coloré afin de vérifier le bon déroulement d'une électrophorèse sur gel de polyacrylamide ou d'une électrophorèse en gel d'agarose. 
Le bleu de bromophénol est légèrement chargé négativement à un pH modéré : il migre alors dans la même direction que de l'ADN ou des protéines sur le gel. 
La distance de migration varie en fonction de la densité du gel et de la composition du tampon d'électrophorèse, mais dans les conditions typiques d'utilisation (gel d'agarose à 1 % dans un tampon TAE ou TBE), le bleu de bromophénol migre à la même distance qu'un fragment d'ADN d'environ 500 paires de bases.